# Wissam El Bekri
Wissam El Bekri (ur. 16 czerwca 1984 w Thiais) – tunezyjski piłkarz grający na pozycji lewego obrońcy. Posiada także obywatelstwo francuskie.

## Kariera klubowa
El Bekri urodził się we Francji w rodzinie tunezyjskich emigrantów. Piłkarską karierę rozpoczął w klubie LB Châteauroux. Z czasem zaczął występować w amatorskich rezerwach, a w 2003 roku awansował do kadry pierwszej drużyny. W Ligue 2 El Bekri występował przez dwa sezony, ale był głównie rezerwowym.
W 2005 roku Wissam trafił do ojczyzny swoich rodziców i podpisał kontrakt z zespołem Espérance Tunis. W 2006 roku wywalczył z nim mistrzostwo Tunezji, a także zdobył Puchar Tunezji. W 2007 roku zajął z Espérance 3. miejsce.
W 2009 roku Wissam powrócił do Francji i został zawodnikiem drugoligowego Dijon FCO. Następnie występował w CS Hammam-Lif. W 2011 roku zakończył tam karierę.

## Kariera reprezentacyjna
W reprezentacji Tunezji El Bekri zadebiutował w 2005 roku. W 2008 roku został powołany przez Rogera Lemerre do kadry na Puchar Narodów Afryki 2008.